# Grunau (Bayreuth)

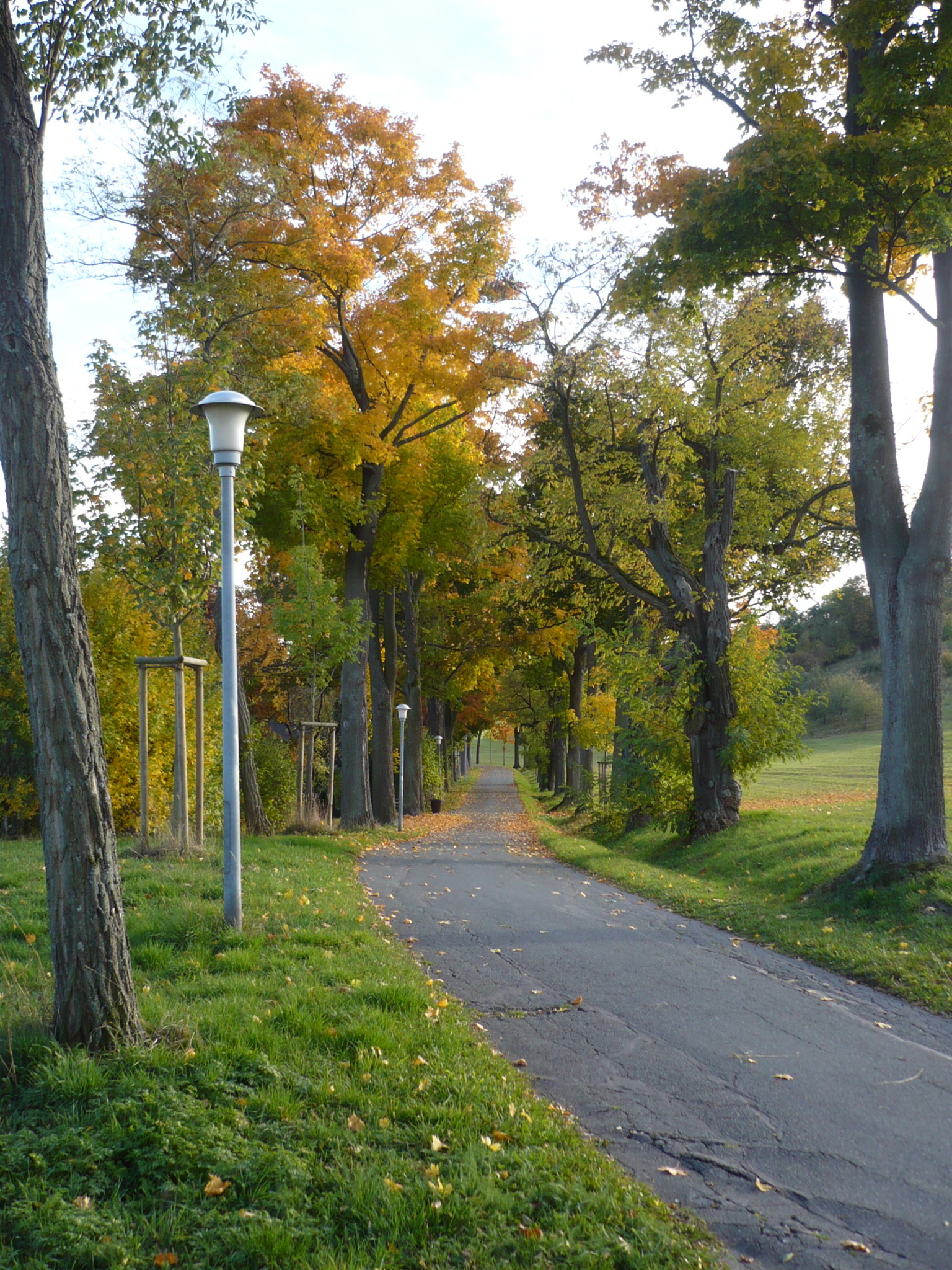
Grunauer Allee

Grunau ist ein Gemeindeteil der kreisfreien Stadt Bayreuth bayerischen Regierungsbezirk Oberfranken. Grunau liegt in der Gemarkung Oberkonnersreuth.

## Lage
Grunau liegt am Osthang des Eichelbergs im Tal des Bühlersbachs. Die Neubaugebiete im Norden und Westen des Stadtteils Aichig beiderseits des Bachs lassen sich nicht eindeutig von jenem trennen. Grob voneinander unterscheidbar sind die Bereiche durch die Straßennamen: Die bis 1976 selbstständige Gemeinde Aichig vergab Namen von Himmelskörpern, die Stadt Bayreuth für Grunau (mit Ausnahme des Magdalenenwegs) Namen von deutschen Mittelgebirgen.

## Geschichte und Beschreibung

Plan von Grunau und Aichig (19. Jahrhundert)

Grunau wurde als Wassermühle „Grunowa“ am 25. Mai 1137 erstmals urkundlich erwähnt. Auf einer Karte aus dem 19. Jahrhundert sind dort eine Bühlersmühle und ein Gutshof eingezeichnet. Der Weiher südlich der Mühle existiert noch heute.

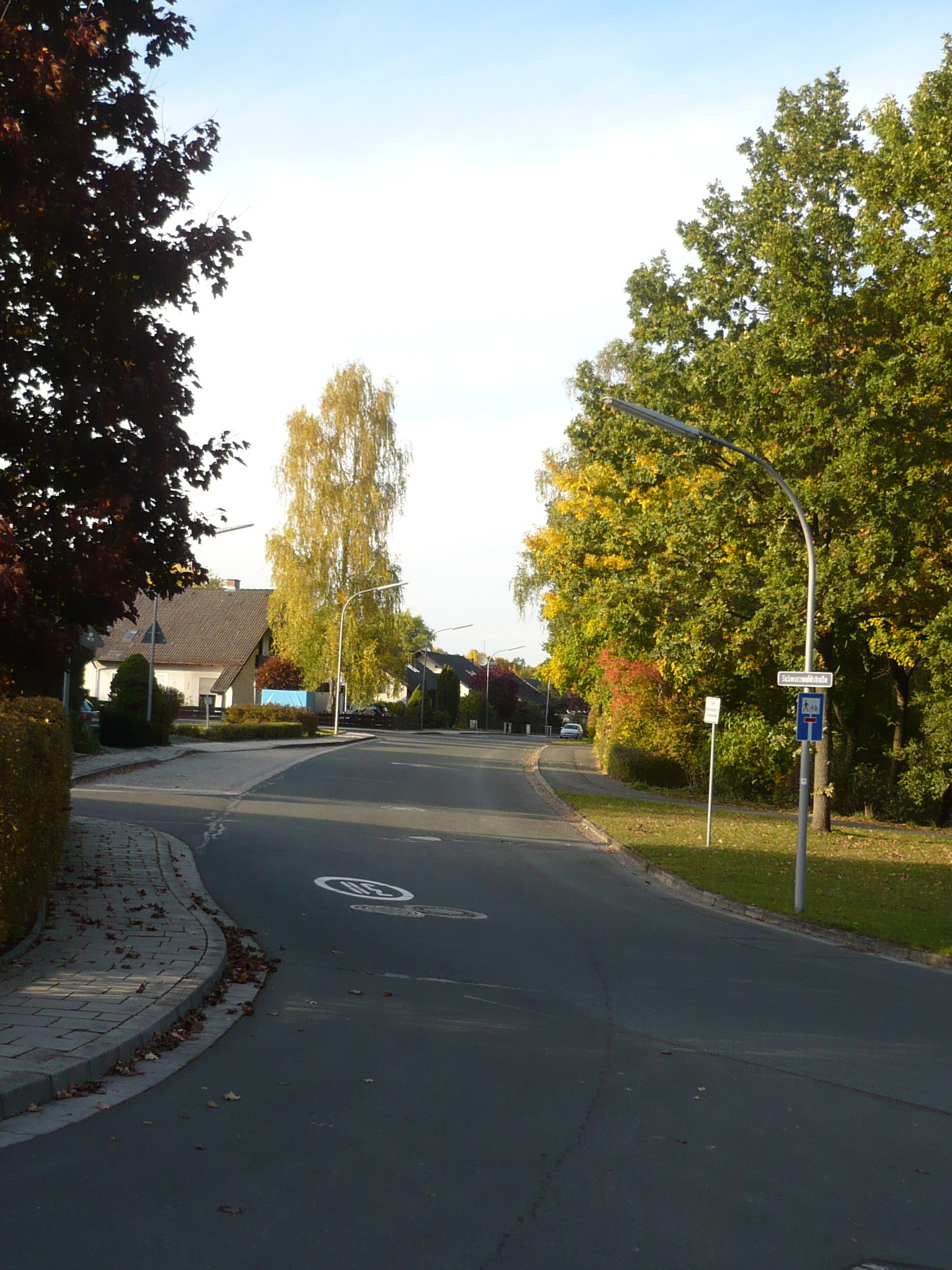
Schwarzwaldstraße

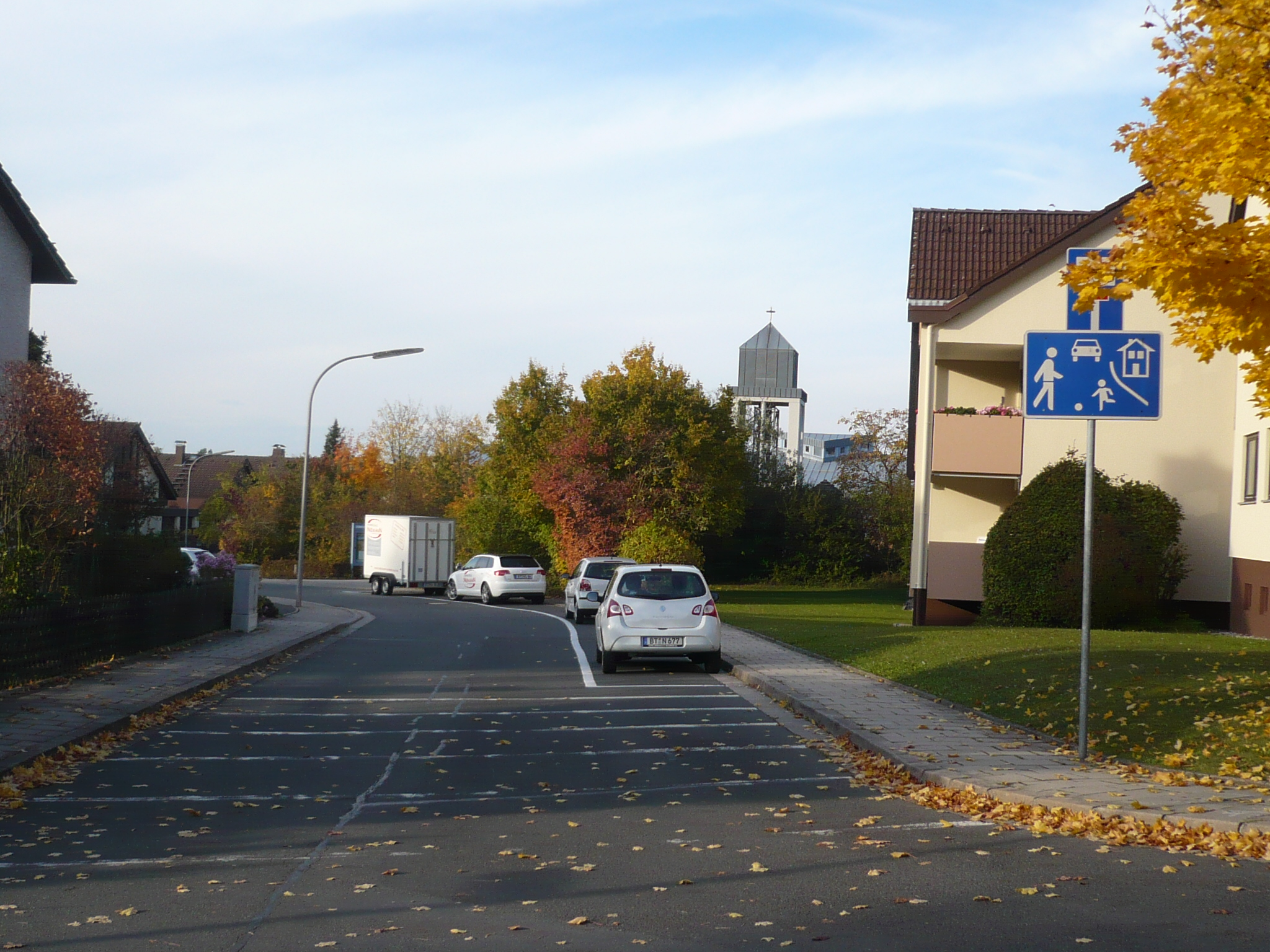
Odenwaldstraße im Bereich Grunau II, im Hintergrund die Kirche Sankt Benedikt

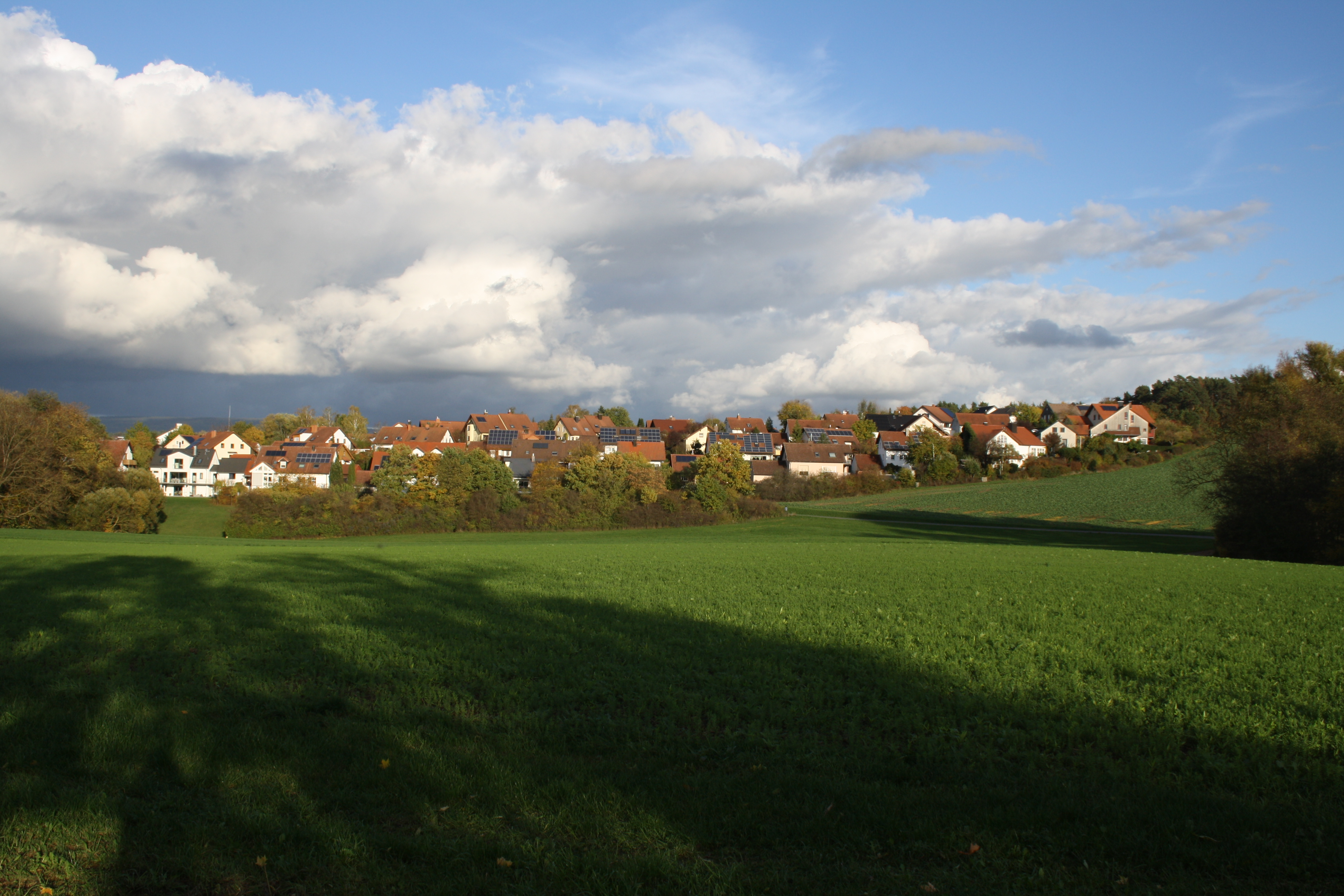
Blick vom Eichelberg auf Grunau III

Die Anfänge des Guts Grunau sind wenig erforscht. Seine Anlage in der heutigen Form geht vermutlich auf das Jahr 1820 zurück, die spätere Bewohnerin Lotte Warburg (1884–1948) bezeichnete es jedoch als ehemaligen Besitz der Markgräfin Wilhelmine (1709–1758) von Bayreuth. Der Kartograph Johann Adam Riediger verzeichnete auf seinem Stadtplan „Carte spéciale de la résidence de Bareuth“ des Jahres 1745 an der Stelle allerdings noch Wiesen und Felder. Auch auf der Stierlein’schen Militärkarte von 1799 findet sich kein entsprechender Hinweis.
Auf einem Stadtplan von Bayreuth nach Stand 1. Mai 1947 ist außer dem Gut, der Mühle und einigen Gebäuden an der heutigen Lettenstraße noch keine weitere Bebauung in diesem Bereich eingezeichnet. Das Gebiet gehörte überwiegend zu Oberkonnersreuth sowie – zu einem geringeren Teil – zur bis 1939 selbstständigen Gemeinde Sankt Johannis. Mit der Eingemeindung Oberkonnersreuths nach Bayreuth im Jahr 1972 wurde der Weg für die Nutzung durch Wohnbauten frei.
In den 1970er Jahren wurde mit dem Bau der Siedlung Grunau I begonnen. Der Bebauungsplan für dieses Neubaugebiet zwischen der Grunauer Allee und dem Bühlersbach wurde 1975 fertiggestellt, bereits im folgenden Jahr bezogen die ersten Eigentümer ihre Häuser. Die Bauparzellen wurden ausschließlich an Familien mit mindestens zwei Kindern vergeben. Da deren Vergabe in städtischer Hand lag, ließen sich zahlreiche städtische Beamte in Grunau nieder. Nach Norden hin schließt das Viertel mit einer Reihenhauszeile in der Rhönstraße ab.
Im Jahr 1975 wurde das Baugebiet Grunau II östlich des Bühlersbachs ausgewiesen, das teilweise auf ehemals Sankt Johanniser Gemarkung liegt. Es zieht sich vom Bereich um die Odenwaldstraße beiderseits der Frankenwaldstraße südwärts längs am Neubaugebiet Aichig entlang. Im Norden von Grunau II wurden später Kirchen beider Konfessionen errichtet. Am 7. Oktober 1990 wurde die evangelische Magdalenenkirche, am 11. Juli 1992 die katholische Kirche Sankt Benedikt geweiht. Im Oktober 1993 wurde am Magdalenenweg der neue Kindergarten eröffnet, nachdem auf eine Elterninitiative hin bereits seit 1977 ein „Provisorium“ im ehemaligen Gemeindehaus Aichig und seit 1986 eine weitere Gruppe in einer Wohnung an der Frankenwaldstraße bestanden hatte.
Im Südwesten von Aichig, auf ehemals Oberkonnersreuther Land, entstand in den 1990er Jahren ein als Grunau III bezeichnetes Wohngebiet. Es schließt südlich an Grunau II an und reicht bis zur Bayerwaldstraße. Komfortable Einfamilienhäuser auf großzügig bemessenen Grundstücken sind charakteristisch für diesen Bereich.
Von 1981 bis 1993 feierten die Grunauer zehn selbst organisierte Bürgerfeste, die von der Kirchweih der Gemeinde Sankt Benedikt abgelöst wurden.

### Verwaltungsgeschichte
Grunau gehörte zur Realgemeinde Oberkonnersreuth. Gegen Ende des 18. Jahrhunderts bestand Grunau aus einem Anwesen. Die Hochgerichtsbarkeit stand dem bayreuthischen Stadtvogteiamt Bayreuth zu. Die Grundherrschaft über das Wohnhaus hatte das Hofkastenamt Bayreuth.
Von 1797 bis 1810 unterstand der Ort dem Justiz- und Kammeramt Bayreuth. Mit dem Gemeindeedikt wurde Grunau dem 1812 gebildeten Steuerdistrikt Oberkonnersreuth und der zugleich gebildeten Ruralgemeinde Oberkonnersreuth zugewiesen. Am 1. Januar 1972 wurde Grunau im Zuge der Gebietsreform in Bayern nach Bayreuth eingemeindet.

### Einwohnerentwicklung
| Jahr      | 001822 | 001861 | 001871 | 001885 | 001900 | 001925 | 001950 | 001961 | 001970 | 001987 |
| Einwohner | *      | 20     | 20     | 22     | 24     | 25     | 54     | 38     | 15     | 6      |
| Häuser    | *      |        |        | 3      | 3      | 4      | 3      | 3      |        | 1      |
| Quelle    | [ 14 ] | [ 16 ] | [ 17 ] | [ 18 ] | [ 19 ] | [ 20 ] | [ 21 ] | [ 22 ] | [ 23 ] | [ 1 ]  |

## Religion
Grunau ist seit der Reformation evangelisch-lutherisch geprägt und nach St. Johannis gepfarrt.

## Verkehr
Zentrale Achse von Grunau I ist die Schwarzwaldstraße, die von ihr abgehenden Straßen sind durchwegs Stichstraßen. Sie beginnt an der Kemnather Straße nahe der Rollwenzelei und mündet etwa an der Grenze zu Aichig in die Frankenwaldstraße, der Hauptachse von Grunau II. Die am Westrand des Viertels verlaufende Grunauer Allee, die zum Gut Grunau führt, dient nicht zu dessen Erschließung.
Die Bayreuther Stadtbuslinie 307 erschließt Grunau im Rahmen des Verkehrsverbunds Großraum Nürnberg (VGN) im 30-Minuten-Takt.
Vor dem Bau des Neubauviertels existierte an der nahe verlaufenden Bahnstrecke Weiden–Bayreuth der Eisenbahn-Haltepunkt Eremitage, der jedoch bereits 1973 aufgegeben wurde.

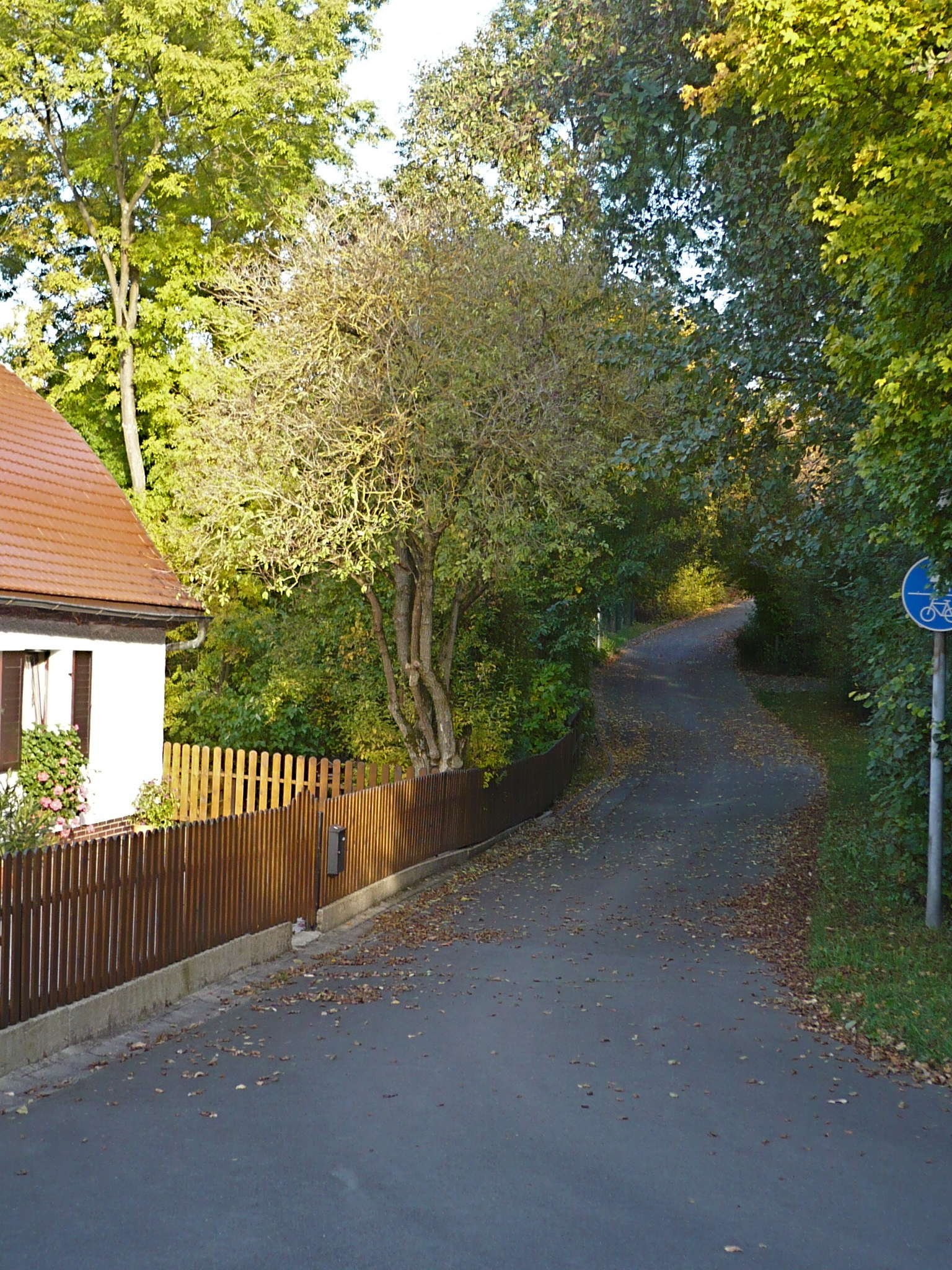
Magdalenenweg
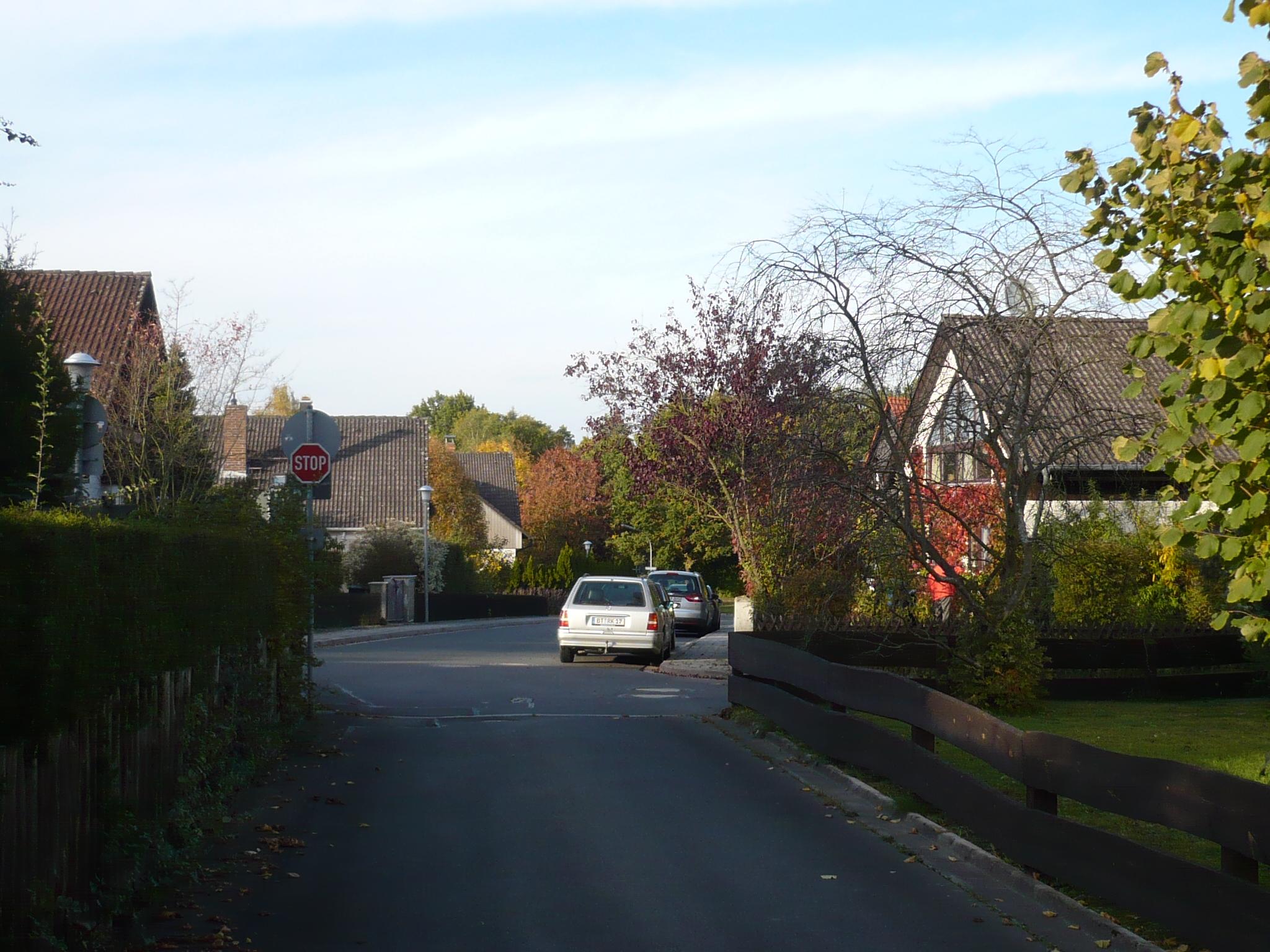
Spessartstraße
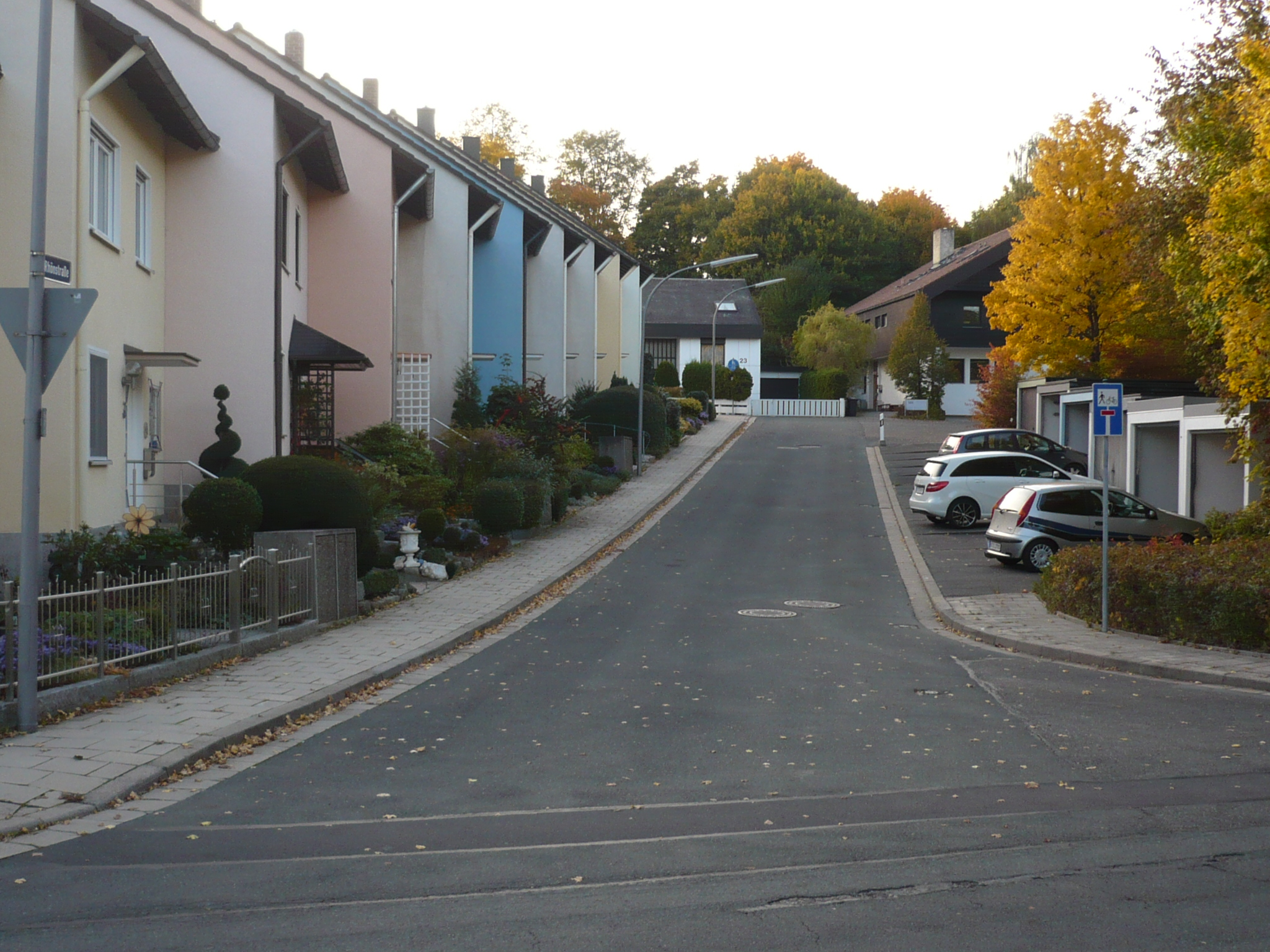
Reihenhäuser in der Rhönstraße
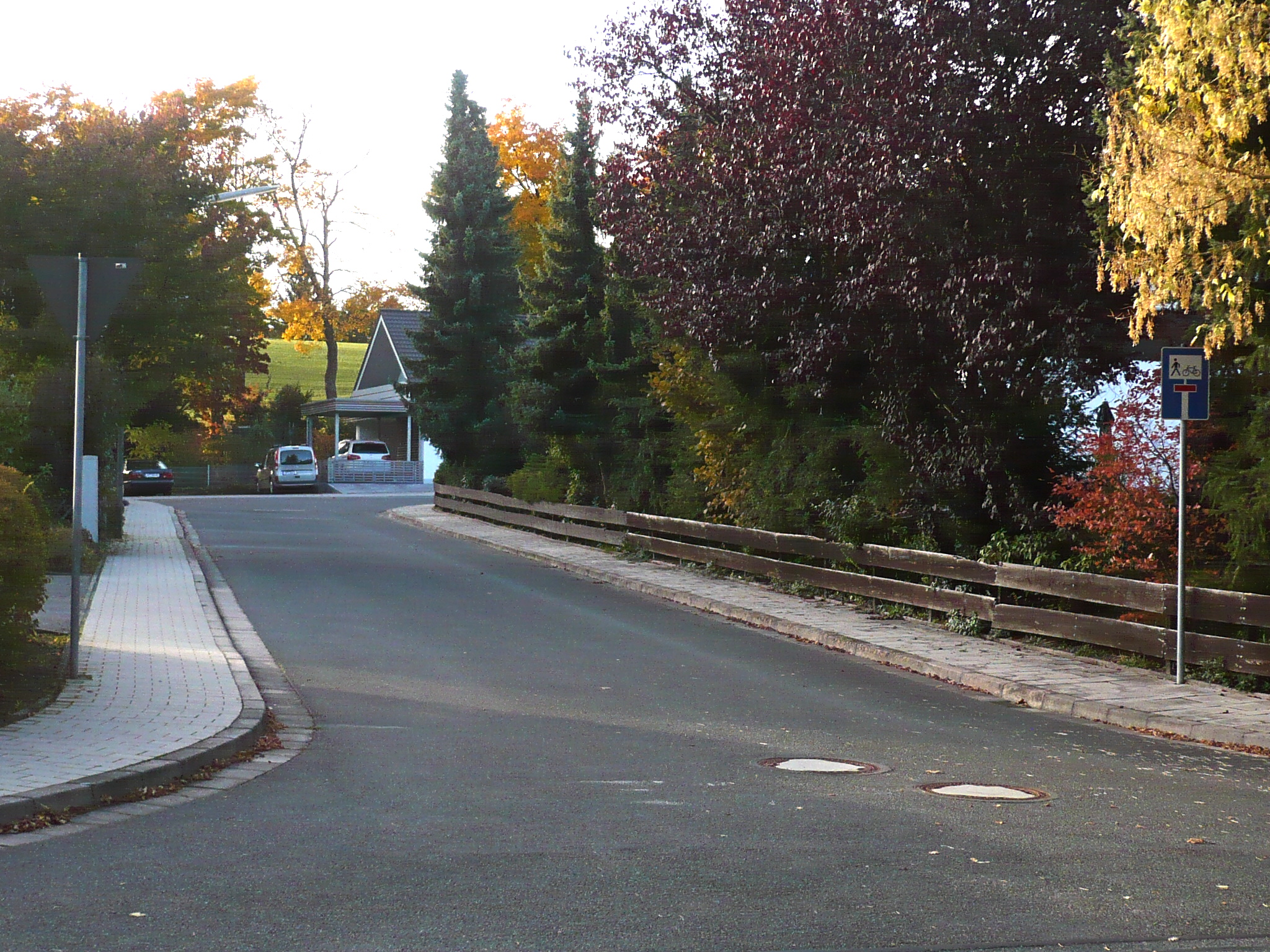
Taunusstraße